# Tarik Evre
Tarik Evre (Amersfoort, 29 mei 1996) is een Nederlands–Turks voetballer die uitkomt voor DVS '33 Ermelo.

## Carrière
Tot 2015 kwam Evre uit in de jeugdopleiding van SBV Vitesse. In juni 2015 tekende hij een contract bij PEC Zwolle. Op 27 februari 2016 debuteerde hij voor de Zwolse club in de Eredivisie in de uitwedstrijd tegen SC Cambuur (0–1). In de zomer van 2017 stapte Evre over naar Almere City FC, waar hij voornamelijk speelde voor het beloftenteam dat uitkomt in de Derde divisie zaterdag. Na het tweejarige avontuur in Almere werd zijn contract niet verlengd en werd hij tijdelijk clubloos totdat N.E.C. in september 2019 hem toch wilde contracteren. Ook hier kwam hij alleen uit voor de beloftenploeg. Na één seizoen vertrok hij alweer om zijn carrière voort te zetten bij DVS '33 Ermelo.